# São Borja
São Borja este un oraș în Rio Grande do Sul (RS), Brazilia.